# Karel Frans Stallaert
Karel Frans Stallaert (Merchtem, 23 september 1820 - Everberg, 24 november 1893) was een Belgische filoloog en literator van Vlaamse en Franse talen.

## Levensloop
Karel Frans Stallaert was de zoon van Hendrik Stallaert en kleinzoon van Jan Frans Stallaert. Beide waren bakker. Van zijn grootvader, die ook enige bekendheid genoot als dichter, erfde Karel Frans Stallaert zijn gevoel voor taal. Zijn moeder was Hendrika Janssens, dochter van een arts. Zij leerde Stallaert Nederlands en Frans lezen. Het Latijn leerde hij van de plaatselijke kapelaan.
In 1828 werd Karel Frans Stallaert naar een kostschool in Turnhout gestuurd. In 1834 studeerde hij aan het Klein Seminarie in Mechelen. Drie jaar later studeerde hij Wijsbegeerte en Letteren aan de Katholieke Universiteit Leuven. Omdat een studiebeurs ontbrak, moest hij in 1838 Leuven alweer verlaten. Na nog een kort verblijf op de universiteit van Brussel moest hij wegens de dood van zijn vader zijn studie opgeven. Een leven vol banen en baantjes volgde. Zo was hij archivaris van de burgerlijke godshuizen en weldadigheid te Brussel en leraar aan het Koninklijk Atheneum en de Militaire School in Brussel. Toevallig kwam hij in aanraking met het ongeordende stadsarchief van Diest. Hij stelde hier een inventaris van op, tegen een minieme vergoeding. Dit onuitgegeven werkstuk voltooide hij in december 1863. In 1876 volgde nog een analytische inventaris van de charters.

## Selectieve bibliografie
- Cours de langue flamande, 2 dln. Gent, 1855.
- Geschiedenis van hertog Jan den eersten van Braband en zyn tydvak, Brussel, 1859.
- Glossarium van verouderde rechtstermen, kunstwoorden en andere uitdrukkingen uit Vlaamsche, Brabantsche en Limburgsche oorkonden, 2 dln., Leiden, 1886-1893.